# Грб Бускеруда
Грб Бускеруда је званични симбол норвешког округа Бускеруда. Грб је усвојен 1. април 1966. године.

## Опис грба
Грб Бускеруда је представљен усправним плавим медведом на сребреном пољу. Округ је познат по изузетно реткој врсти медведа који живи у шумама Бускеруда, а који је од 1970их законом заштићен. Кобалтно-плава боја медведа и сребрена боја штита су симболи руда које се копају у овом округу.